# Федеральний шаріатський суд
Федеральний шаріатський суд англ. Federal Shariat Court (FSC) — це конституційний суд Ісламської Республіки Пакистан, який має повноваження перевіряти та визначати, чи відповідають закони країни законам шаріату. Суд було засновано в 1980 році під час уряду президента генерала Мухаммада Зіа-уль-Хака. Він розташований у федеральній столиці Ісламабаді. Він розглядає апеляції відповідно до Указів Худуд, релігійного законодавства в країні, запровадженого в 1979 році.
Федеральний шаріатський суд є єдиним конституційним органом у країні, призначеним для запобігання ухваленню неісламських законів парламентом Пакистану. Він переважно зосереджений на вивченні нового чи існуючого законодавства Пакистану. Якщо закон порушує Коран, сунну чи хадис, він забороняє його прийняття.
Суддя д-р Сайєд Мухаммад Анвер є нині діючим головним суддею Федерального шаріатського суду, склавши присягу 16 травня 2022 р.

## Структура та повноваження суду
Він складається з восьми суддів-мусульман, призначених Президентом Пакистану за порадою Голови Суду з числа діючих або відставних суддів Верховного суду або Високого суду або з числа осіб, які мають кваліфікацію суддів Високого суду. З 8 суддів 3 повинні бути улемами, які добре знають ісламське право. Термін повноважень суддів становить 3 роки, який може бути продовжений Президентом.
Апеляція на його рішення подається в Апеляційну колегію шаріату Верховного суду, яка складається з 3 мусульманських суддів Верховного суду та 2 улемів, призначених президентом. Якщо будь-яка частина закону буде оголошена такою, що суперечить ісламському праву, уряд повинен вжити необхідних заходів для відповідних змін до такого закону.

## Судова історія справ
У березні 1981 року в апеляції щодо подружньої зради суд постановив, що побиття людей камінням до смерті «суперечить заборонам ісламу», рішення, яке засмутило правлячого генерала Зію уль-Хака та ісламських відроджувачів. Потім Зія уль-Хак замінив кількох членів суду, і вищезгадане рішення було скасовано.
У 1982 році Федеральний шаріатський суд постановив, що в Корані чи хадисах немає жодної заборони на посаду судді жінки, а також будь-яких обмежень, які обмежують функцію вирішення спорів лише чоловіками. У 2013 році Ашраф Джехан стала першою жінкою-суддею Федерального шаріатського суду.
Той факт, що адвокати складають постійну більшість суддів суду, переважаючи за кількістю ісламських улемів, приписується тому, що суд виявив «технічні недоліки в кожній апеляції про побиття камінням і ампутацію, яку він коли-небудь розглядав», що перешкоджає виконанню вироків про ампутацію кінцівок. і вбивства камінням.

Герб Федерального шаріатського суду
Прапор Федерального шаріатського суду

## Головний суддя та судді
| старший номер | Ім'я                              | Позначення                       | Дата призначення  |
| ------------- | --------------------------------- | -------------------------------- | ----------------- |
| 2             | Суддя доктор Сайєд Мухаммад Анвер | Виконуючий обов'язки голови суду | 16 травня 2022 р  |
| 3             | Суддя Хадім Хусейн М. Шейх        | Суддя                            | 27 березня 2021 р |
| 4             | Вакантний                         |                                  |                   |
| 5             | Вакантний                         |                                  |                   |
| 6             | Вакантний                         |                                  |                   |
| 7             | Вакантний                         |                                  |                   |
| 8             | Вакантний                         |                                  |                   |